# 2013
2013 (MMXIII) — невисокосний рік, що почався у вівторок 1 січня та закінчився у вівторок 31 грудня за григоріанським календарем. 2013-й рік нашої ери, 13-й рік III-го тисячоліття та XXI-го століття, а також четвертий з 2010-х років десятиліття. Проголошений ООН Міжнародним роком водного співробітництва

## Події
- кібератака на банки США
- січень, б/д — зламано поштові акаунти журналістів М. Найєма, С. Лещенка, політиків Є. Тимошенко (її зламували й раніше — 31.07.2012[2]), Г. Немирі, С. Власенка[3]

### Політика, вибори
- 1 січня— Україна почала головувати в Організації з безпеки й співробітництва в Європі (ОБСЄ) та в Організації чорноморського економічного співробітництва (ОЧЕС)[4]
- 1 січня — Ірландія на півроку очолила Європейський Союз
- 5 січня — Махмуд Аббас видав указ про перейменування Палестинської національної адміністрації в Державу Палестина[5]
- 20 січня — більшість австрійських виборців на референдумі проголосували за збереження загальної військової повинності в країні.
- 22 січня — парламентські вибори в Ізраїлі
- 23 січня — кандидати, що підтримують короля і чинну владу, отримали переконливу перемогу на парламентських виборах в Йорданії, основна опозиційна сила «Фронт ісламської дії» бойкотував вибори[6]
- 26 січня — Мілош Земан переміг на перших прямих виборах президента Чехії[7]
- 28 січня — королева Нідерландів Беатрикс зреклася престолу на користь старшого сина, принца Віллема-Александера
- 29 січня — колишній начальник головного управління кримінального розшуку МВС Олексій Пукач за вбивство Георгія Гонгадзе засуджений до довічного ув'язнення
- 8 лютого — Вищий адміністративний суд України скасував депутатські повноваження Павла Балоги та Олександра Домбровського[8]
- 17 лютого — в Еквадорі чинний президент Рафаель Корреа вже в першому турі обраний на третій строк, його Соціалістична партія перемогла на виборах у парламент.
- 18 лютого — чинний президент Вірменії Серж Саргсян переміг на президентських виборах
- 24 лютого — кандидат від опозиційної правої партії «Демократичний собор» Нікос Анастасіадіс обраний президентом Кіпру.
- 24-25 лютого — дострокові парламентські вибори в Італії[9] не виявили певного переможця. Демократична партія в союзі з маленькою партією «Sel» отримала лише трохи більше голосів (29,5 %), ніж коаліція партії Берлусконі з «Лігою Півночі» (29,1 %). У той же час величезного успіху добилася партія «Рух п'яти зірок» (25,5 %), очолювана актором-коміком Беппе Грілло, і це сплутало карти італійських політиків. Двозначні результати виборів викликали кризу керівництва ДП і відставку її політичного секретаря Е. Берсані[10].
- 4 березня — президентські вибори в Кенії виграв віце-прем'єр країни Ухуру Кеніятта
- 13 березня — Папою Римським обраний аргентинець, архієпископ Буенос-Айреса Хорхе Маріо Бергольйо, понтифік взяв собі ім'я Франциск[11]
- 14 березня — на сесії Всекитайських зборів народних представників Сі Цзиньпін обраний новим керівником КНР[12]
- 15 березня — Лі Кецян призначений прем'єр-міністром КНР
- 22 березня — Ізраїль вибачився перед Туреччиною за дії, що призвели до загибелі її громадян під час штурму «Флотилії свободи» у 2010 році[13]
- 6 квітня — на виборах президента Чорногорії переміг чинний глава країни Філіп Вуянович[14]
- 7 квітня — Президент України Віктор Янукович підписав указ про помилування екс-міністра внутрішніх справ Юрія Луценка та екс-міністра охорони навколишнього середовища Георгія Філіпчука
- 13 квітня — чинний парламент Центральноафриканської республіки проголосував за призначення лідера повстанського руху «Селека» Мишеля Джотодія на посаду тимчасового президента країни
- 20 квітня — італійський парламент обрав Джорджо Наполітано на посаду президента країни, Наполітано став першим обраним вдруге на цей пост.
- 21 квітня — Орасіо Картес обраний новим президентом Парагваю[15]
- 27 квітня — правоцентристська опозиція перемогла в Ісландії на парламентських виборах[16]
- 30 квітня — принц Оранський Віллем-Александер став королем Нідерландів
- 30 квітня — італійський парламент висловив довіру урядові на чолі з прем'єр-міністром, лівим католиком, Енріко Леттою[17]. Крім міністрів від ДП і НС, в уряд увійшли також представники «Громадянського вибору» — центристського угруповання, яке під час виборчої кампанії і перший час по ній очолював Маріо Монті[10].
- 5 травня — на парламентських виборах у Малайзії переміг Національний фронт[18] — правляча коаліція, яка перебуває при владі 56 років, що минули з моменту здобуття країною незалежності від Великої Британії
- 11 травня — на парламентських виборів у Пакистані перемогла Пакистанська мусульманська ліга Наваза Шарифа.[19] Це вперше з часу незалежності країни в 1947 році громадянський уряд після завершення терміну повноважень передає владу демократично обраним наступникам, доти зазвичай зміна влади відбувалася внаслідок військового путчу
- 12 травня — на дострокових парламентських виборах в Болгарії партія Громадяни за європейський розвиток Болгарії (ГЕРБ) отримала 97 місць, Коаліція за Болгарію на чолі з Болгарською соціалістичною партією — 84, Рух за права і свободи — 36 і партія «Атака» — 23 з 240 депутатських місць у Народних зборах[20]
- 15 червня — вже у першому турі президентських виборів в Ірані переміг Хассан Рухані[21]
- 17 червня — прем'єр-міністр Чехії Петр Нечас пішов у відставку після низки арештів чеських чиновників за звинуваченнями у корупції та зловживанні владою.[22]
- 23 червня — Соціалістична партія перемогла на парламентських виборах в Албанії[23]
- 25 червня — Емір Катару шейх Хамад бен Халіфа Аль Тані зрікся престолу на користь наслідного принца свого сина шейха Таміма бен Хамада Аль Тані[24]
- 26 червня — чинний президент Монголії Цахіагійн Елбегдорж переміг на виборах голови держави[25]
- 27 червня — Кевін Радд вибраний головою Лейбористської партії Австралії і обійняв посаду прем'єр-міністра країни
- 1 липня — Литва на півроку стала головувати у Раді Європейського Союзу
- 1 липня — Хорватія стала 28-м членом Євросоюзу
- 3 липня — в Єгипті стався військовий переворот, президент Мухаммед Мурсі заарештований
- 18 липня — суд у Кірові засудив російського опозиціонера Олексія Навального до 5 років в'язниці за розкрадання майна «Кировлеса»
- 21 липня — король Бельгії Альберт II зрікся престолу на користь свого сина, наслідного принца Філіпа
- 24 липня — у Болгарії протестувальники впродовж восьми годин держали в облозі будівлю парламенту, де перебувало близько 100 депутатів, міністри та представники профспілок, поліція силою прорвала блокаду[26]
- 27 липня — у Кувейті пройшли треті за півтора року парламентські вибори
- 30 липня — дві палати парламенту та чотири асамблеї провінцій Пакистану обрали новим 12-м президентом країни Мамнуна Хуссейна[27], висуванця правлячої партії Пакистанська мусульманська ліга, котра перемогла на травневих парламентських виборах
- 31 липня — у Зімбабве пройшли президентські, парламентські та регіональні вибори вибори: переможцем президентських виборів став чинний президент 89-річний Роберт Мугабе, партія Мугабе Африканський національний союз Зімбабве Патріотичний фронт (ZANU-PF) отримала дві третини місць в парламенті[28]
- 2 серпня — після скандалу з прослуховуванням Німеччина скасувала угоди з США і Великою Британією, які дозволяли західним союзникам ФРН вести стеження на їхній території[29]
- 5 серпня — у Туреччині оголосили вирок у справі «Ергенекон»: з 275 підсудних виправдали лише 21, інших визнали винними у спробі державного перевороту. Екс-голову генштабу збройних сил Туреччини Ілкера Башбуха, лідера Робітничої партії Туреччини Догу Перінчека та кількох генералів у відставці засудили до довічного ув'язнення[30]
- 9 серпня — чеський уряд Їржі Руснока подав у відставку[31].
- 11 серпня — президентом Малі обраний екс-прем'єр Ібрагім Бубакар Кейта, за нього віддали голоси майже 78 % виборців[32]
- 14 серпня — сотні вбитих і тисячі поранених в Каїрі після розгону силовиками таборів протестувальників проти військового перевороту[33]
- 21 серпня — суд Каїра звільнив з-під варти скинутого президента Єгипту Хосні Мубарака
- 7 вересня — опозиційна Ліберально-Національна коаліція Тоні Ебботта здобула перемогу на парламентських виборах в Австралії[34]
- 8 вересня — на виборах у Норвегії Партія праці прем'єра Єнса Столтенберга та її союзники програли правоцентристам під проводом Консервативної партії[35]
- 22 вересня — консервативний блок Християнсько-демократичного союзу і Християнсько-соціального союзу, який очолює канцлер Анґела Меркель, переміг на виборах у бундестаг Німеччини
- 22 вересня — громадяни Швейцарії на референдумі проголосували за збереження загального призову на військову службу[36]
- 23 вересня — суд Єгипту постановив заборонити діяльність Братів-мусульман на території країни[37]
- 29 вересня — владна коаліція соціал-демократів та консерваторів перемогла на парламентських виборах в Австрії[38]
- 2 жовтня — Гамбія вийшла з «неоколоніальної» британської Співдружності націй[39]
- 9 жовтня — чинний президент Азербайджану Ільхам Алієв переобраний на третій термін[40]
- 20 жовтня — у Люксембурзі на дострокових парламентських виборах перемогла партія християнських демократів чинного прем'єра Жана-Клода Юнкера[41]
- 21 жовтня — теракт у Волгограді, вибух пасажирського автобуса, загинули 6 людей, 32 постраждали.
- 26 жовтня — на парламентських виборах у Чехії перемогла соціал-демократична партія на чолі з Богуславом Соботкою[42]
- 27 жовтня — на президентських виборах у Грузії вже в першому турі переміг кандидат від урядової коаліції Грузинська мрія Георгій Маргвелашвілі
- 6 листопада — опубліковані результати експертизи інституту радіофізики у швейцарській Лозанні, де протягом року досліджувалися останки засновника і першого голови Палестинської національної адміністрації, підтвердили отруєння Ясіра Арафата (пом. 2004) полонієм[43]
- 6 листопада — Емомалі Рахмон вчетверте переміг на виборах президента Таджикистану, набравши 83,6 % голосів виборців[44]
- 16 листопада — Абдула Ямін Абдул Гаюм переміг у другому турі президентських виборів у Мальдівській Республіці[45]
- 24 листопада — представники Ірану, США, Китаю, Великої Британії, Росії, Франції і Німеччини досягли угоди про ядерну програму Тегерана на переговорах у Женеві[46][47]
- 24 листопада — у Києві відбувся стотисячний Євромайдан проти рішення уряду зупинити інтеграцію з ЄС[48]
- Ніч на 30 листопада — Силовий розгін Євромайдану в Києві
- 8 грудня — Києвом пройшов Марш мільйонів — друге народне віче Євромайдану; на Бессарабці знесли пам'ятник Леніну.
- 13 грудня — дядько Кім Чен Ина Чан Сон Тхек був страчений за звинуваченням у спробі повалення державної влади. Він вважався другою за могутністю людиною в Північній Кореї[49]
- 15 грудня — колишня президент Чилі Мішель Бачелет знову обрана на цю посаду
- 31 грудня — влада Єгипту ухвалила рішення накласти арешт на активи 572 лідерів руху «Брати-мусульмани»[50]

### Збройні конфлікти
- 11 січня — Франція ввела військовий контингент у Малі для участі у операції проти ісламістських повстанців на півночі країни[51][52]
- 12 січня — невдачею завершилася операція французьких військових з розвідувальної служби DGSE зі звільнення свого агента Деніса Аллекса з рук сомалійського угруповання Джамаат аль-Шабааб[53][54]
- 17 січня — алжирська армія у ході військової операції біля газового родовища Ін-Аменас на сході країни звільнила з полону ісламістів 600 осіб[55]
- 30 січня — ізраїльська авіація завдала удару по сирійських цілях, уперше з початку громадянської війни в цій країні[56][57]
- 31 січня — урядова армія Малі за підтримки французьких військ зайняла усі великі міста на півночі країни, котрі від квітня перебували під контролем повстанців
- 24 лютого — 11 африканських держав і ООН підписали в столиці Ефіопії Аддис-Абебі рамкову угоду про направлення в Демократичну Республіку Конго військ Анголи, Замбії, Зімбабве, Лесото, Малаві, Маврикію, Намібії, Танзанії, ПАР для протидії повстанцям з «Руху 23 березня» (М23)[58]
- 23 березня — Робітнича партія Курдистану офіційно оголосила про припинення вогню в протистоянні з турецькою владою[59]
- 23 березня — повстанці ісламського угруповання Селека зайняли столицю Центральноафриканської Республіки місто Бангі, президент Франсуа Бозізе втік закордон
- 6 квітня — уряд Судану і найвпливовіше повстанське угрупування Дарфура «Рух за рівність і справедливість» підписали мирну угоду в столиці Катару Досі[60]
- 21 серпня — внаслідок хімічної атаки у східному передмісті Дамаска загинуло 350 людей, 3600 отруїлися[61]
- 29 серпня — парламент Великої Британії відхилив пропозицію прем'єр-міністра Девіда Камерона про військову операцію проти Сирії[62]
- 12 вересня — під тиском зовнішньої інтервенції Сирія приєдналася до Конвенції про заборону хімічної зброї[63]
- 21 вересня — бойовики з ісламістського угруповання Аль-Шабаб захопили заручників у торговому центрі Вестгейт у Найробі[64]
- 31 жовтня — військові літаки Ізраїлю завдали удару по комплексом ППО на військовій базі біля міста Латакія в Сирії[65]
- 8 листопада — військовики Демократичної Республіки Конго з підтримки ООН поклали край повстанню етнічного угруповання тутсі М23, що тривало на сході країни півтора року[66]
- 5 грудня — Рада Безпеки ООН одностайно схвалила військове втручання французьких та африканських військ до Центральноафриканської республіки і запровадила ембарго на поставки до країни зброї[67]
- 15 грудня — в столиці Південного Судану Джубі сталася невдала спроба військового заколоту, яка призвела до міжетнічного конфлікту народностей нуер та дінка[68]
- 24 грудня — Рада безпеки ООН проголосувала за збільшення контингенту миротворців у Південному Судані на ще понад 6 тисяч до 12,5 тисяч військовиків[69]
- 30 грудня — в іракських містах Рамаді і Фаллуджа спалахнув збройний конфлікт між урядовими військами і місцевим сунітським населенням[70]

### Економіка
- 4 січня — найстаріший банк Швейцарії Wegelin оголосив про припинення діяльності через судовий тиск США[71]
- 24 січня — у Давосі підписана угода між компаніями Shell і Надра Юзівська про розподіл продукції від видобутку сланцевого газу на Юзівській ділянці в Харківській і Донецькій областях[72]
- 29 січня — суд Європейської асоціації вільної торгівлі відхилив всі матеріальні претензії до Ісландії у судовій справі навколо виплат британським і нідерландським клієнтам банку Icesave, що збанкрутував 2008 року[73]
- 1 лютого — Дмитро Фірташ став власником медіа-холдинга Валерія Хорошковського Inter media group limited з телеканалами Інтер, НТН, К1, МЕГА, Ентер-фільм, К2, Піксель та MTV, за 2,5 млрд доларів[74]
- 14 лютого — American Airlines і US Airways об'єдналися у найбільшу авіакомпанію світу[75]
- 14 лютого — консорціум компанії Berkshire Hathaway Воррена Баффета і фонду 3G Capital оголосив про придбання виробника кетчупу Heinz за $28 млрд[76], це найбільше поглинання в історії харчової індустрії
- 24 березня — міністри фінансів єврозони затвердили план надання фінансової допомоги Кіпру у розмірі 10 млрд євро на умовах реструктуризації банківського сектора країни
- 18 липня — американське місто Детройт, яке було колись столицею автопрому США, почало процедуру банкрутства через багатомільйонний бюджетний дефіцит і зовнішні борги, які перевищують 15 млрд доларів[77]
- 28 липня — французька фірма Publicis і американська Omnicon ухвалили рішення про злиття в Publicis Omnicom Group і створення найбільшої в світі компанії з виробництва реклами[78], вартість якої складе 35 млрд доларів
- 3 вересня — Microsoft оголосив про придбання за $7 млрд бізнесу мобільних телефонів Nokia[79]
- 19 жовтня — фінансова корпорація JPMorgan Chase погодилася виплатити владі США 13 мільярдів доларів в обмін на припинення розслідувань, пов'язаних з її діяльністю перед кризою іпотечного ринку у 2007 році[80]
- 29 жовтня — у Стамбулі відкрили перший залізничний тунель під протокою Босфор, який з'єднує Азію і Європу
- 5 листопада — Україна і Chevron підписали угоду про розподіл вуглеводнів, видобутих на Олеській ділянці[81]
- 7 листопада — служба мікроблогів Twitter під час первинного розміщення акцій була оцінена у 18 млрд доларів[82]
- 7 листопада — Європейський центральний банк скоротив облікову ставку до рекордно низьких 0,25 % із чинних 0,5 %[83]
- 13 листопада — електронна біржа IntercontinentalExchange (ICE) за 10,9 мільярда доларів поглинула NYSE Euronext, найбільшого оператора фондових ринків за капіталізацією залучених компаній.[84] В результаті об'єднання ICE, в тому числі, отримує контроль над Нью-Йоркською фондовою біржею
- 27 листопада — Україна підписала угоду про розділ продукції з італійською нафтогазовою компанією Eni і французькою Electricite de France з видобутку вуглеводнів на шельфі Чорного моря[85]
- 3 грудня — федеральний суд США затвердив банкрутство міста Детройт, обтяженого боргами на 18 мільярдів доларів[86]

### Наука і техніка
- 28 січня — іранський апарат Піонер з мавпою на борту був запущений в космос і успішно повернувся на Землю
- 1 лютого — ракета-носій Зеніт-3SL, що виконувала запуск за програмою «Морський старт», впала в Тихий океан неподалік від плавучої платформи
- 4 лютого — у продаж в Європі надійшла молодша модель комп'ютера Raspberry Pi за ціною 25 доларів США[87]
- 20 березня — Абелівську премію отримав П'єр Делінь за роботи про гіпотези Вейля
- 29 березня — з космодрому Байконур до Міжнародної космічної станції стартував космічний корабель Союз ТМА-08М, на борту якого перебувають російські космонавти Павло Виноградов і Олександр Місуркін та американський астронавт Кристофер Кессіді[88]
- 29 травня — Союз ТМА-09М доставив з Байконуру до Міжнародної космічної станції експедицію в складі космонавт Роскосмосу Федір Юрчихін, астронавт НАСА Карен Найберг і астронавт Європейського космічного агентства Лука Пармітано[89]
- 11 червня — з французького аеропорту «Тулуз-Бланьяк» піднявся в свій перший політ новий лайнер компанії Airbus далекомагістральний широкофюзеляжний A350 XWB[90]
- 11 червня — китайський пілотований космічний корабель «Шеньчжоу-10» стартував з космодрому Цзюцюань з трьома тайконавтами на борту: Не Хайшен (командир корабля), Чжан Сяогуан і жінка Ван Япін[91]
- 6 вересня — НАСА з космодрому Воллопс за допомогою ракети-носія Minotaur V запустив апарат LADEE для вивчення місячної атмосфери[92]
- 16 вересня — біля італійського острова Джильйо знятий з прибережного рифу напівзатонулий круїзний лайнер Коста-Конкордія[93]
- 26 вересня — ракета Союз-ФГ з космічним кораблем Союз ТМА-10М стартувала з Байконура на МКС, на борту космонавти Олег Котов і Сергій Рязанський та астронавт NASA Майкл Гопкінс
- 22 жовтня — уперше встановлена на місячному зонді LADEE апаратура лазерного зв'язку показала рекордні швидкості передавання даних з далекого космосу[94]
- 5 листопада — Індія запустила космічний зонд «Мангальян» для дослідження Марса
- 9 листопада — на верфі Ньюпорт-Ньюс у Вірджинії спущений на воду американський атомний авіаносець «Джеральд Форд».[95] Всього військово-морські сили США мають отримати десять авіаносців типу «Джеральд Форд», які замінять застарілі авіаносці типів «Німіц» і «Ентерпрайз»
- 19 листопада — орбітальний зонд NASA Maven стартував до Марса, де займеться дослідженням атмосфери планети[96]
- 2 грудня — космічний апарат «Чан'е-3», на борту якого міститься перший китайський місяцехід Юйту стартував з космодрому «Січан» і вийшов на перехідну орбіту
- 8 грудня — в Антарктиді на японській дослідницькій станції «Купол Фудзі» учені зафіксували мороз −91,2 °C, це новий рекорд найнижчої температури на поверхні Землі[97]
- 14 грудня — Іран вдруге успішно відправив мавпу в космос, під час запуску вперше була випробувана ракета «Паджонеш» з рідким паливом[98]
- 18 грудня — у Франції кардіохірургом Аленом Карпантьє проведена перша операція з імплантації повністю автономного штучного серця, яке не вимагає регулювання ззовні при зміні інтенсивності фізичного навантаження людини[99]
- 19 грудня — з космодрому Куру запущений європейський телескоп «Гайя» (Global Astrometric Interferometer for Astrophysics, Gaia) за допомогою російської ракети-носія «Союз-СТ-Б»
- 20 грудня — Китай з космодрому Січан за допомогою ракети-носія «Великий Похід 3Б» здійснив успішний запуск супутника зв'язку для Болівії, названий «Тупак Катарі» на честь національного індіанського героя 18 століття[100]
- 23 грудня — Військово-морський флот Росії прийняв на озброєння атомний підводний човен четвертого покоління крейсер «Олександр Невський», це перший серійний корабель проєкту 955 «Борей»[101]

### Культура
- 2 січня — президент України Віктор Янукович підписав указ про видання Великої української енциклопедії протягом 2013—2020 років[102]
- 16 лютого — «Золотим ведмедем» 63-го Берлінського кінофестивалю відзначена румунська картина «Поза дитини» режисера Каліна Пітера Нецера
- 4 березня — світова прем'єра українського фільму «Delirium» (режисер Ігор Подольчак) на Міжнародному кінофестивалі «Фанташпорту», Порту, Португалія
- 21 червня — на черговій сесії ЮНЕСКО було ухвалене рішення про включення дерев'яних церков карпатського регіону Польщі і України до Світової спадщини[103]
- 7 вересня — головний приз Венеційського кінофестивалю «Золотого лева» отримав документальний фільм «Священна римська кільцева» (Sacro GRA) італійського режисера Джанфранко Росі. Фільм розповідає про щоденне життя римської автомагістралі і людей, що опинилися поряд з нею
- 5 грудня — Петриківський розпис включений до списку нематеріальної культурної спадщини ЮНЕСКО[104]
- 7 грудня — на 26-ій церемонії European Film Awards у Берліні драма італійського режисера Паоло Соррентіно «Велика краса» завоювала премію Європейської кіноакадемії як найкращий європейський фільм 2013 року[105]

### Суспільство
- 3 січня — президент Росії Володимир Путін надав Жерару Депардьє російське громадянство[106]
- 14 січня — кубинцям вперше з 1961 року дозволили вільно залишати країну[107]
- 24 лютого — новим предстоятелем Болгарської православної церкви обраний митрополит Русенський Неофіт[108]
- 3 червня — швейцарський мільярдер Стефан Шмідгайні (Stephan Schmidheiny) був засуджений італійським судом до 18 років ув'язнення за смерть понад двох тисяч чоловік, що працювали на його фабриках, де використовувався тоді ще не заборонений азбест
- 5 червня — газети Гардіан і Вашингтон пост опублікували статті про глобальне відстеження даних громадян у найбільших інтернет службах урядом США, інформація була надана техніком Едвардом Сноуденом[109]
- 11 червня — уряд Греції оголосив про закриття найбільшого державного мовника телерадіомовну корпорацію ERT, близько 2500 працівників втратили робочі місця[110]
- 18 серпня — у Києві освятили головний храм Української греко-католицької церкви Патріарший собор Воскресіння Христового
- 21 серпня — рядовий армії США Бредлі Меннінг, визнаний винним у розголошенні засекреченої державної інформації, засуджений до 35 років в'язниці
- 19 вересня — російські прикордонники затримали екіпаж та судно Greenpeace «Arctic Sunrise» у Печорському морі за спробу провести акцію протесту на видобувній платформі «Газпром нафта шельф»[111]
- зупинилася робота 18 електронних реєстрів Міністерства юстиції.
- 1 жовтня — в Україні стартував останній, як тоді думали, призов громадян на строкову військову службу[112]
- 12 жовтня — портрет Юрія Гагаріна на фасаді будинку у Харкові визнаний найбільшим графіті в Україні[113]
- 9 грудня — президент Росії Володимир Путін підписав указ про ліквідацію одного з найбільших російських інформаційних агентств РИА Новости. Замість нього створюється агентство «Россия сегодня», основним напрямком діяльності якого стане висвітлення подій у Росії за кордоном. Його главою призначений журналіст Дмитро Кисельов
- 16 грудня — федеральний суд у Вашингтоні визнав програму стеження Агенції національної безпеки за громадянами США незаконною[114]
- 20 грудня — президент Росії Володимир Путін помилував ув'язненого Ходорковського[115]

### Спорт
- 7 січня — Ліонель Мессі вчетверте поспіль одержав «Золотий м'яч ФІФА», встановивши таким чином рекорд за кількістю отримань цієї нагороди
- 27 січня — француз Франсуа Габар виграв навколосвітню регату одиночок Vendée і встановив рекорд змагання, подолавши 24000 морських миль дистанції за 78 днів 2 години і 16 хвилин[116]
- 13 березня — жіноча збірна України з шахів здобула перемогу на командному чемпіонаті світу в Астані[117]
- 19 травня — Алекс Фергюсон завершив свою блискучу футбольну тренерську кар'єру в Манчестер Юнайтед
- 25 травня — мюнхенська «Баварія» вп'яте у своїй історії стала клубним чемпіоном Європи, здолавши у німецькому фіналі Ліги чемпіонів на лондонському Вемблі дортмундську «Боруссію» з рахунком 2:1[118]
- 14 серпня — Європейська футбольна асоціація дискваліфікувала клуб «Металіст» (Харків) на сезон 2013/2014 року у Лізі Чемпіонів[119] за договірний матч у чемпіонаті України 2008 року
- 1 вересня — мадридський «Реал» здійснив найдорожчий трансфер в історій футболу, заплативши з півзахисника «Тоттенгему» Ґарета Бейла €100 млн[120]
- 10 вересня — Міжнародний олімпійський комітет обрав нового президента, ним став німець Томас Бах[121]
- 22 вересня — у фіналі чемпіонату Європи з баскетболу у Любляні на арені «Стожице» збірна Франції перемогла команду Литви і вперше стала чемпіоном континенту[122]
- 22 листопада — Магнус Карлсен став новим чемпіоном світу з шахів, достроково здобувши перемогу над Вішванатаном Анандом у матчі за це звання

### Аварії та катастрофи
- 1 січня — після новорічного феєрверку в місті Абіджан загинула 61 людина[123]
- 27 січня — 232 людини загинули та близько 130 постраждало від пожежі в нічному клубі «Kiss» в під час студентської вечірки у бразильському місті Санта-Марія
- 31 січня — вибух у штаб-квартирі мексиканської державної нафтової компанії Pemex забрав життя 33 людей, 121 поранені[124]
- 15 лютого — ударна хвиля вибуху боліда над Челябінською областю Росії пошкодила сотні будинків і вразила 1200 людей
- 26 лютого — 19 іноземних туристів загинули внаслідок падіння повітряної кулі неподалік єгипетського міста Луксор[125]
- 20 квітня — у китайській провінції Сичуань стався потужний землетрус
- 24 квітня — у передмісті столиці Бангладеш Дакки в результаті обвалу 8-поверхового будинку, де містилися торговий центр і кілька швейних фабрик, загинуло близько півтисячі людей[126]
- 29 квітня — на півночі суданської провінції Дарфур стався обвал на золотодобувному руднику, 60 людей загинули[127]
- 19 червня— у результаті повеней, викликаних сильними мусонами, на півночі Індії загинули і зникли безвісти тисячі людей[128]
- 6 липня — поїзд, що перевозив 73 цистерни з нафтою, зазнав аварії в квебекському місті Ляк-Межантік, на місці аварії спалахнула сильна пожежа, яка перекинулася на прилеглі будинки; загинуло 50 людей[129]
- 24 липня — в Іспанії пасажирський поїзд Мадрид—Ферроль зійшов з рейок при під'їзді до станції Сантьяго-де-Компостела, загинули 80 чоловік, близько 130 отримали поранення
- 24 вересня — землетрус у пакистанській провінції Белуджистан забрап життя понад 320 людей, після землетрусу в Аравійському морі неподалік порту Ґвадар з'явився новий острів завдовжки приблизно 100 метрів і висотою 9 метрів[130]
- 3 жовтня — човен, який перевозив півтисячі мігрантів з Сомалі та Еритреї, загорівся і затонув неподалік від сицилійського острова Лампедуза,[131] після аварії врятували 155 людей
- 15 жовтня — на Філіппінах землетрус магнітудою 7.2 забрав життя півтори сотні людей[132]
- 8 листопада — найбільший за часи метеоспостережень тайфун Хайянь пройшов центром Філіппін, вбивши 6 тисяч людей[133]
- 17 листопада — під час заходу на посадку в аеропорту Казані розбився літак Боїнг-737 авіакомпанії «Татарстан», загинули всі 44 пасажири і 6 членів екіпажу
- 21 листопада — обрушився дах торгового центру Maxima в Ризі, в результаті обвалу загинули 54 людини, 29 госпіталізовані
- З 4 грудня — потужний шторм у Європі названий " Ксавьєр " у Німеччині, " Свен " у Швеції, " Боділ " в Данії.

## Народилися
дивись також Категорія:Народились 2013
- 22 липня — Джордж, принц Кембриджський

## Померли
докладніше Категорія:Померли 2013, Список померлих 2013 року

## Шевченківська премія
- письменник Леонід Горлач (Коваленко) — за книжку поезій «Знак розбитого ярма»
- режисер-постановник Дмитро Богомазов — за вистави «Гамлет» Вільяма Шекспіра Одеського академічного українського музично-драматичного театру ім. В. Василька; «Гості прийдуть опівночі» А. Міллера Київського академічного театру драми і комедії на лівому березі Дніпра; «Щуролов» за О. Гріном Київського театру «Вільна сцена»
- художник Петро Печорний — за серію декоративних тарелів за мотивами творів Тараса Шевченка

## Нобелівська премія
- з медицини та фізіології: американці Джеймс Ротман, Ренді Шекман і німець Томас Зюдгоф за відкриття, що стосуються механізмів регуляції міжклітинних взаємодій
- з фізики: Франсуа Енглер та Пітер Гіґґс за теоретичні відкриття механізмів, які допомагають зрозуміти походження маси субатомних частинок
- з хімії: американці Мартін Карплус, Майкл Левітт та Арі Варшель за комп'ютерне моделювання хімічних систем
- з літератури: канадка Еліс Мунро, «майстер сучасного оповідання»
- премія миру: Організація із заборони хімічної зброї
- з економіки: Юджин Фама, Ларс Петер Гансен і Роберт Шиллер за роботи з емпіричного аналізу цін на активи

## Вигадані події
- У 2013 році відбуваються події фільму «Тор: Царство темряви».